# Ärztestreik in Deutschland 2006
Im Ärztestreik 2006 legten an deutschen Universitätskliniken und kommunalen Krankenhäusern angestellte Ärzte die Arbeit nieder, um gegen die aus ihrer Sicht unzumutbaren Arbeitsbedingungen und für eine bessere Bezahlung zu demonstrieren. Es war der erste Ärztestreik in Deutschland seit über dreißig Jahren und der erste Streik der angestellten Ärzte überhaupt. Während der Verhandlungen kam es zum Bruch des Ärzteverbandes Marburger Bund mit der Gewerkschaft ver.di, die die nichtärztlichen Krankenhausangestellten vertritt.
Zu einer Großdemonstration am 16. Mai 2006 reisten über 5000 Mediziner nach Münster. In der Woche nach dem 5. Juni wurden hunderte Betten an verschiedenen Unikliniken, zum Teil ganze Stationen geschlossen. Seinen Höhepunkt erreichte der Ärztestreik am 16. Juni 2006 mit der bundesweiten Arbeitsniederlegung von über 13.800 Ärzten in 41 Unikliniken und Landeskrankenhäusern. Damit trat ein Großteil der insgesamt 22.000 Universitätsmediziner in den Ausstand.

## Ursachen
Seit dem Jahr 2003 arbeiteten die öffentlichen Arbeitgeber der Länder auf Drängen von CDU-geführten Landesregierungen darauf hin, den Tarifverbund des öffentlichen Dienstes aufzulösen. Die Länder erhöhten die Arbeitszeit auf bis zu 42 Stunden wöchentlich ohne Lohnausgleich und bei abgesenkten Sonderzahlungen. Die Einkommensminderung für neu eingestellte Ärzte an den Universitätskliniken betrug zwischen 15 und 20 %. Außerdem verweigerten viele Kliniken die im alten Tarifvertrag vorgesehene Überstundenvergütung. Schließlich forderten die Ärzte für sich die Umsetzung der europäischen Richtlinie 2003/88/EG über bestimmte Aspekte der Arbeitszeitgestaltung des Rates der Europäischen Union vom 22. Juni 2000 über die maximale Dienstzeitbelastung.
Anfang 2005 erschien ein Thesenpapier der Ärzte an der Ruprecht-Karls-Universität Heidelberg mit den Forderungen, die später vom Marburger Bund in den Tarifverhandlungen mit der Tarifgemeinschaft deutscher Länder übernommen wurden; die Arbeitszeiterhöhungen und Kürzungen beim Weihnachts- und Urlaubsgeld sollten zurückgenommen werden und die Ärztegehälter im Gegenteil um 30 Prozent erhöht werden; die o. g. Arbeitszeitrichtlinie umgesetzt und Überstunden vollständig bezahlt werden. (Die durchschnittliche Arbeitszeit eines Arztes an einer deutschen Klinik betrug etwa 46,3 Stunden/Woche).
Zunehmende Unzufriedenheit der Ärzte mit ver.di führte im September 2005 zur Auflösung des Vertretungsmandates des Marburger Bundes für ver.di und zum Rückzug des Marburger Bundes aus den gemeinsamen Tarifverhandlungen mit dem Ziel, diese eigenständig zu führen. In kurzer Zeit wuchs die Mitgliederzahl des Marburger Bundes auf 105.000 Mitglieder an.

## Universitätskliniken
Am 1. März 2006 rief der Marburger Bund zum Vollstreik auf, nachdem die Verhandlungen über einen Tarifvertrag für die Ärzte an Universitätskliniken ergebnislos abgebrochen wurden. Zunächst wurde bundesweit an zwei Tagen in der Woche die Arbeit niedergelegt; einmal wöchentlich fanden sich 5.000 bis 11.000 Ärzte zu Kundgebungen im gesamten Bundesgebiet zusammen. Ab dem 8. Mai 2006 legten die Hochschul-Mediziner in ganz Baden-Württemberg die Arbeit nieder, ab dem 15. Mai 2006 folgten Standorte in ganz Deutschland. Die Versorgung der medizinischen Notfälle wurde durch einen ärztlichen Notdienst gesichert.

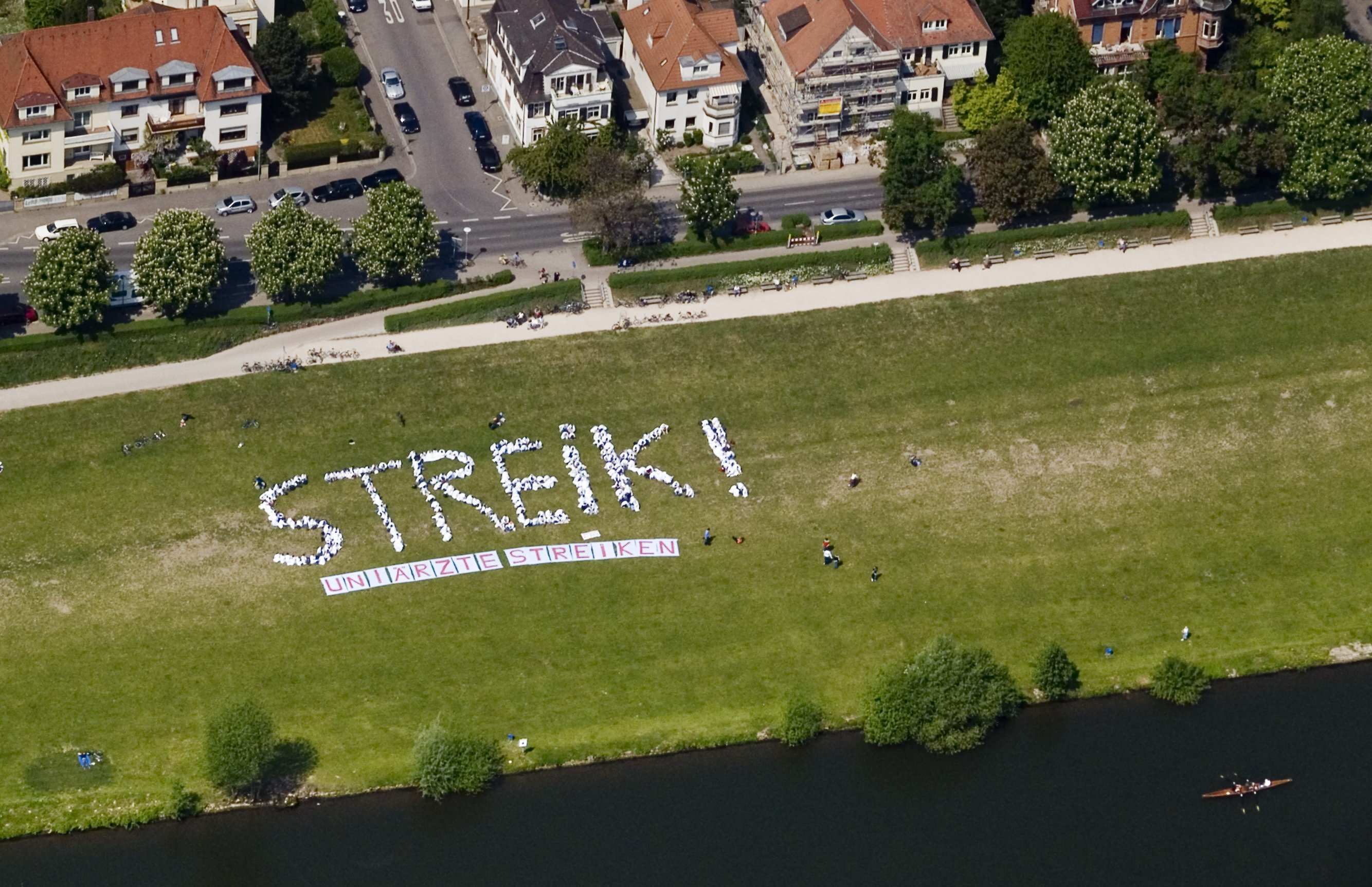
Streikaktion in Heidelberg (Luftbild)

Um ihrer Forderung nach einem ersten eigenständigen Ärztetarifvertrag Ausdruck und Gehör in der Öffentlichkeit zu verschaffen, entwickelte der Marburger Bund nach interner Diskussion die Forderung nach 30 % mehr Gehalt. Der Vorsitzende der Tarifgemeinschaft deutscher Länder (TdL), Niedersachsens Finanzminister Hartmut Möllring, lehnte Tarifverhandlungen zunächst kategorisch ab, musste sich nach ersten Streiks an den Uniklinika in Baden-Württemberg jedoch politischem Druck der Bundesländer beugen und Ende 2005 offiziell in eigenständige Tarifverhandlungen mit dem Marburger Bund eintreten. Die Forderung nach 30 % mehr Gehalt lehnte die TdL ab. Die tatsächlichen Verdienste deutscher Ärzte seien deutlich besser als behauptet. Vermittlungsversuche scheiterten. Am 24. Mai legten die Ärzte eine Streikpause von einer Woche an, um aufgeschobene medizinische Behandlungen durchführen zu können.
Möllring setzte währenddessen verstärkt auf eine Tarifeinigung mit der Gewerkschaft ver.di für die übrigen Beschäftigten der Kliniken; diese Einigung konnte er zusammen mit ver.di am 19. Mai 2006 verkünden. Möllring fügte hinzu, der Tarifvertrag gelte auch für die Klinikumsärzte – zwar habe der Marburger Bund nicht mitverhandelt, da ver.di aber klar die größere Gewerkschaft sei, liege hier die Tarifhoheit; Verhandlungen mit dem Marburger Bund seien daher nicht mehr vorgesehen.
In den daraufhin bundesweit am 19. Mai 2006 abgehaltenen Vollversammlungen von Ärzten an Universitätskliniken wurden jedoch weitere unbefristete Streiks ab dem 29. Mai 2006 beschlossen. Im Juni wurden transportfähige Patienten der Universitätskliniken Heidelberg, Freiburg, und Ulm verlegt. Am 13. Juni streikten 13.500 Ärzte an 25 Universitätskliniken und an 16 Landeskrankenhäusern.
Nach vielen Verhandlungsrunden seit Ende 2005 einigten sich der Marburger Bund und der Tarifgemeinschaft deutscher Länder am 16. Juni 2006 auf einen Ärztetarifvertrag. Dies war der erste ärztespezifische und eigenständige Tarifvertrag mit der TdL überhaupt.
Insbesondere für Berufsanfänger und Assistenzärzte, aber auch für die tarifvertraglich entlohnten Oberärzte gab es Gehaltsteigerungen bis zu 20 Prozent. Darüber hinaus enthält dieser erste ärztespezifische Tarifvertrag der Bundesrepublik weitere wesentliche ärztespezifische Regelungen zur Arbeitszeit, Dienstvergütung und Regelungen zur Facharztweiterbildung. In der Urabstimmung akzeptierten 86 Prozent der Ärzte an Universitätskliniken diesen Abschluss.

## Kommunale Krankenhäuser
Nach dem Teilerfolg an den landeseigenen Kliniken und mehrwöchigen Verhandlungen mit der Vereinigung der kommunalen Arbeitgeberverbände rief der Marburger Bund seine Mitglieder am 20. Juni 2006 auch im kommunalen Bereich zur Urabstimmung auf. 97 % der betroffenen Ärzte stimmten für Streiks. Ab dem 26. Juni legten 7500 Ärzte in vier Bundesländern die Arbeit nieder. Am 28. Juni ruhte die Arbeit von über 10.000 Ärzten in sechs Ländern, am Folgetage traten bereits 11.500 Ärzte in acht Bundesländern in den Streik.
Einige kommunale Krankenhäuser beantragten bei den Arbeitsgerichten einstweilige Anordnungen; die Arbeitsgerichte Kiel (AZ: 1 Ga 11b/06 vom 30. Juni 2006) und Fulda (AZ: 1 Ga 4/06 vom 5. Juli 2006) wiesen sie jedoch ab.
Am 1. August einigte sich die VKA mit ver.di und dbb-tarifunion auf einen Einheitstarif für den Krankenhausbereich. Danach sollten Vergütungen für Bereitschaftsdienste und Ausbildungsentgelte erhöht werden. Einkommenserhöhungen für die Krankenhausärzte ergeben sich dabei nur durch eine Erhöhung der Arbeitszeiten von 38,5 auf 40,0 Wochenstunden.
Erwartungsgemäß wurden die Verhandlungen von den Ärzten nicht anerkannt, die Streiks weitergeführt.
In einer „Marathonsitzung“ einigen sich die Tarifparteien am 17. August auf den Abschluss eines Tarifvertrages. Danach wurde die Arbeitszeit von 38,5 auf 40,0 Wochenstunden verlängert und Einkommensverbesserungen von 10 bis 13 Prozent im Vergleich zum Tarifvertrag für den öffentlichen Dienst vorgesehen. Die Einkommen in Ostdeutschland blieben zunächst bei 95,5 Prozent, sollten aber zum 1. Juli 2007 auf 97 Prozent steigen. Die Bemessungssätze für Bereitschaftsdienste entsprachen denen des Ver.di-Tarifvertrages vom 1. August 2006.